# Vision Tower
De Vision Tower, ook bekend als The Vision Tower, is een wolkenkrabber in Dubai, VAE. De bouw van de kantoortoren, die 1,2 miljard VAE-dirham kost, begon in 2006 en zal naar verwachting in 2010 voltooid worden.

## Ontwerp
De Vision Tower heeft zijn uiteindelijke hoogte van 260 meter bereikt. Het is gebouwd op een oppervlak van ongeveer 55.000 vierkante meter en bevat 60 verdiepingen en 6 liften. Het gebouw heeft een oppervlakte van 60.387 vierkante meter en bevat naast ruimte voor 1.420 auto's, ook een fitnesscentrum. Het is door tvsdesign in modernistische stijl ontworpen en heeft een gevel van transparant glas.